# Комсомольська сільська рада (Мамонтовський район)
Комсомо́льська сільська рада (рос. Комсомольский сельский совет) — сільське поселення у складі Мамонтовського району Алтайського краю Росії.
Адміністративний центр та єдиний населений пункт — селище Комсомольський.

## Населення
Населення — 953 особи (2019; 1145 в 2010, 1333 у 2002).